# Iglas
Iglas è una suddivisione dell'India, classificata come nagar panchayat, di 11 861 abitanti, situata nel distretto di Aligarh, nello stato federato dell'Uttar Pradesh. In base al numero di abitanti la città rientra nella classe IV (da 10 000 a 19 999 persone).

## Geografia fisica
La città è situata a 27° 43' 0 N e 77° 55' 60 E e ha un'altitudine di 177 m s.l.m..

## Società

### Evoluzione demografica
Al censimento del 2001 la popolazione di Iglas assommava a 11 861 persone, delle quali 6 332 maschi e 5 529 femmine. I bambini di età inferiore o uguale ai sei anni assommavano a 1 968, dei quali 1 086 maschi e 882 femmine. Infine, coloro che erano in grado di saper almeno leggere e scrivere erano 7 749, dei quali 4 608 maschi e 3 141 femmine.